# 1695
Епоха великих географічних відкриттів •  Перша наукова революція • Річ Посполита •  Запорозька Січ •  Руїна

## Геополітична ситуація
Османську імперію очолює Мустафа II (до 1703). Під владою османського султана перебувають Близький Схід та Єгипет, Середземноморське узбережжя Північної Африки, частина Закавказзя, значні території в Європі: Греція, Болгарія і Сербія. Васалами османів є Волощина та Молдова.
Священна Римська імперія — наймогутніша держава Європи. Її територія охоплює, крім німецьких земель, Угорщину з Хорватією, Трансильванію, Богемію, Північну Італію. Її імператор — Леопольд I Габсбург (до 1705).
На передові позиції в Європі вийшла Франція, на троні якої сидить король-Сонце Людовик XIV (до 1715). Франція має колонії в Північній Америці та Індії.
Габсбург Карл II Зачарований є королем Іспанії (до 1700). Йому належать Іспанські Нідерланди, південь Італії, Нова Іспанія, Нова Гранада та Нова Кастилія в Америці, Філіппіни. Королем Португалії є Педру II (до 1706). Португалія має володіння в Бразилії, в Африці, в Індії, в Індійському океані й Індонезії.
Північ Нідерландів займає Республіка Об'єднаних провінцій. Вона має колонії в Північній Америці, Індонезії, на Формозі та на Цейлоні. Король Англії — Вільгельм III Оранський (до 1702). Англія має колонії в Північній Америці, на Карибах та в Індії. Король Данії та Норвегії — Кристіан V (до 1699), король Швеції — Карл XI (до 1697). На Апеннінському півострові незалежні Венеціанська республіка та Папська область. Король Речі Посполитої — Ян III Собеський (до 1696). Формально царями Московії є Іван V (формально, до 1696) та Петро I.
Україну розділено по Дніпру між Річчю Посполитою та Московією. Діють два гетьмани: Самійло Самусь (польський протекторат) на Правобережжі, Іван Мазепа (московський протекторат) на Лівобережжі. На півдні України існує Запорозька Січ. Існують Кримське ханство, Ногайська орда.
В Ірані правлять Сефевіди.
Значними державами Індостану є Імперія Великих Моголів, у якій править Аурангзеб, Імперія Маратха. В Китаї править Династія Цін. У Японії триває період Едо.

## Події

### В Україні
- У лютому кошовим отаманом Січі обрано Максима Самійленка. Під його орудою запорожці здійснили успішний похід на татар.
- У серпні Самійленка змінив Іван Гусак.
- Загинув гетьман Ханської України Степан Лозинський.

### У світі
- Османську імперію очолив Мустафа II.
- Московсько-турецька війна
  - Московські війська провели перший (невдалий) похід на Азов.
- Війська Аугсбурзької ліги на чолі з королем Англії Вільгельмом III Оранським відбили у французів Намюр.
- Актом Шотландського парламенту засновано Банк Шотландії.
- Англійський пірат Генрі Евері здійснив дуже успішний рейд проти імперії Великих моголів. У відповідь на це Аурангзеб пригрозив припинити англійську торгівлю в Індії.
- У Англії встановлено податок на вікна. Багато громадян замурували вікна у своїх будинках.
- В Естонії (тоді під Швецією) розпочався голод, що тривав до 1697-го й охопив Фінляндію, Норвегію та Швецію.

### Культура
- Завершилося будівництво палацу Потала у Лхасі.
- В Англії запроваджено штраф 2 фунти стерлінгів за лайку.

## Народились
див. також Категорія:Народились 1695

## Померли
див. також Категорія:Померли 1695
- 13 квітня — У Парижі на 74-му році життя помер французький поет, письменник-байкар Жан Лафонтен